# Epirrhoe hastadoides
Epirrhoe hastadoides là một loài bướm đêm trong họ Geometridae.